# Jadwiga Kaczyńská

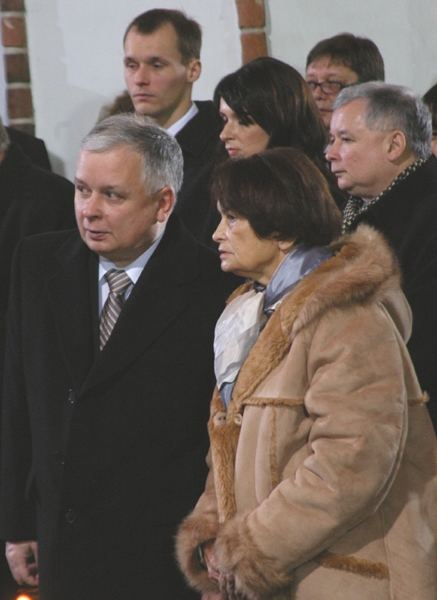
Jadwiga Kaczyńska se syny Lechem a Jarosławem, dále za ní vnučka Marta Kaczyńska-Dubieniecka a její tehdejší manžel Piotr Smuniewski (2005).

Jadwiga Kaczyńská, roz. Jasiewiczová, (polsky Jadwiga Kaczyńska, roz. Jasiewicz, 31. prosince 1926 Starachowice – 17. ledna 2013 Varšava) byla polská filoložka a odbojářka, matka Lecha a Jaroslawa Kaczyńských.

## Život
Vystudovala polonistiku a působila jako učitelka polštiny a vědkyně na Ústavu literárních věd (Instytut Badań Literackich PAN).
V roce 1939 se stala harcerkou, od roku 1941 do konce okupace působila pod krycím jménem Bratek jako zdravotnice v rámci harcerské odbojové organizace Szare Szeregi v oblasti hor Svatého Kříže (družina Zioła). V roce 1948 si vzala Rajmunda Kaczyńského, příslušníka Zemské armády a účastníka Varšavského povstání.

## Dílo

### Monografie
- Leon Kruczkowski. Monografia bibliograficzna, Wrocław 1992
- Jan Józef Lipski. Monografia bibliograficzna, Warszawa 2001

### Jiné
- Słownik pseudonimów pisarzy polskich XV wieku – 1970 rok, Wrocław 1994 (spoluautorka)